# Argyranthemum
Genre
Classification phylogénétique
Espèces de rang inférieur
- Argyranthemum foeniculum
- Argyranthemum frutescens

Argyranthemum est un genre de plantes à fleurs appartenant de la famille des Asteraceae, dont certaines espèces sont très cultivées comme plantes d'ornement. C'est l'un des genres de chrysanthèmes.
Ce sont des plantes annuelles ou vivaces. Le genre compte plusieurs espèces dont le « Chrysanthème frutescent » : Argyranthemum frutescens.

## Liste d'espèces
Cette liste est partielle et contient potentiellement des synonymes.
- Argyranthemum broussonetii (Pers.) Humphries
- Argyranthemum dissectum (Lowe) Lowe
- Argyranthemum escarrei (Svent.) Humphries
- Argyranthemum filifolium (Sch. Bip.) Humphries
- Argyranthemum foeniculaceum (Willd.) Sch. Bip.
- Argyranthemum foeniculum (Willd.) Schultz-Bip.
- Argyranthemum frutescens (L.) Sch. Bip.
- Argyranthemum gracile Sch. Bip.
- Argyranthemum gracilis Webb ex Sch. Bip.
- Argyranthemum haematomma (Lowe) Lowe
- Argyranthemum haouarytheum Humphries & Bramwell
- Argyranthemum hierrense Humphries
- Argyranthemum lemsii Humphries
- Argyranthemum lidii Humphries
- Argyranthemum maderense (D. Don) Humphries
- Argyranthemum pinnatifidum (L.f. ) R.T. Lowe
- Argyranthemum sundingii L. Borgen
- Argyranthemum sventenii Humphries & A. E. Aldridge
- Argyranthemum tenerifae Humphries
- Argyranthemum thalassophilum (Svent.) Humphries
- Argyranthemum webbii Sch. Bip.
- Argyranthemum winteri (Svent.) Humphries
- non-classé Argyranthemum 'Vancouver'